# La Chute des aigles (série)
Pour les articles homonymes, voir La Chute des aigles.
La Chute des aigles (Fall of Eagles) est une série télévisée historique britannique en treize épisodes d'environ 52 minutes créée par John Elliot, produite par Stuart Burge et diffusée du 15 mars au 7 juin 1974 sur BBC1.
Les scénaristes de la série sont Keith Dewhurst, John Elliot, Trevor Griffiths, Elizabeth Holford, Ken Hughes, Troy Kennedy-Martin, Robert Muller, Jack Pulman, David Turner et Hugh Whitemore.
En Belgique, la série fut diffusée à partir du 20 septembre 1976 et en France à partir du 15 juillet 1979 sur TF1. Elle reste inédite dans les autres pays francophones.

## Synopsis

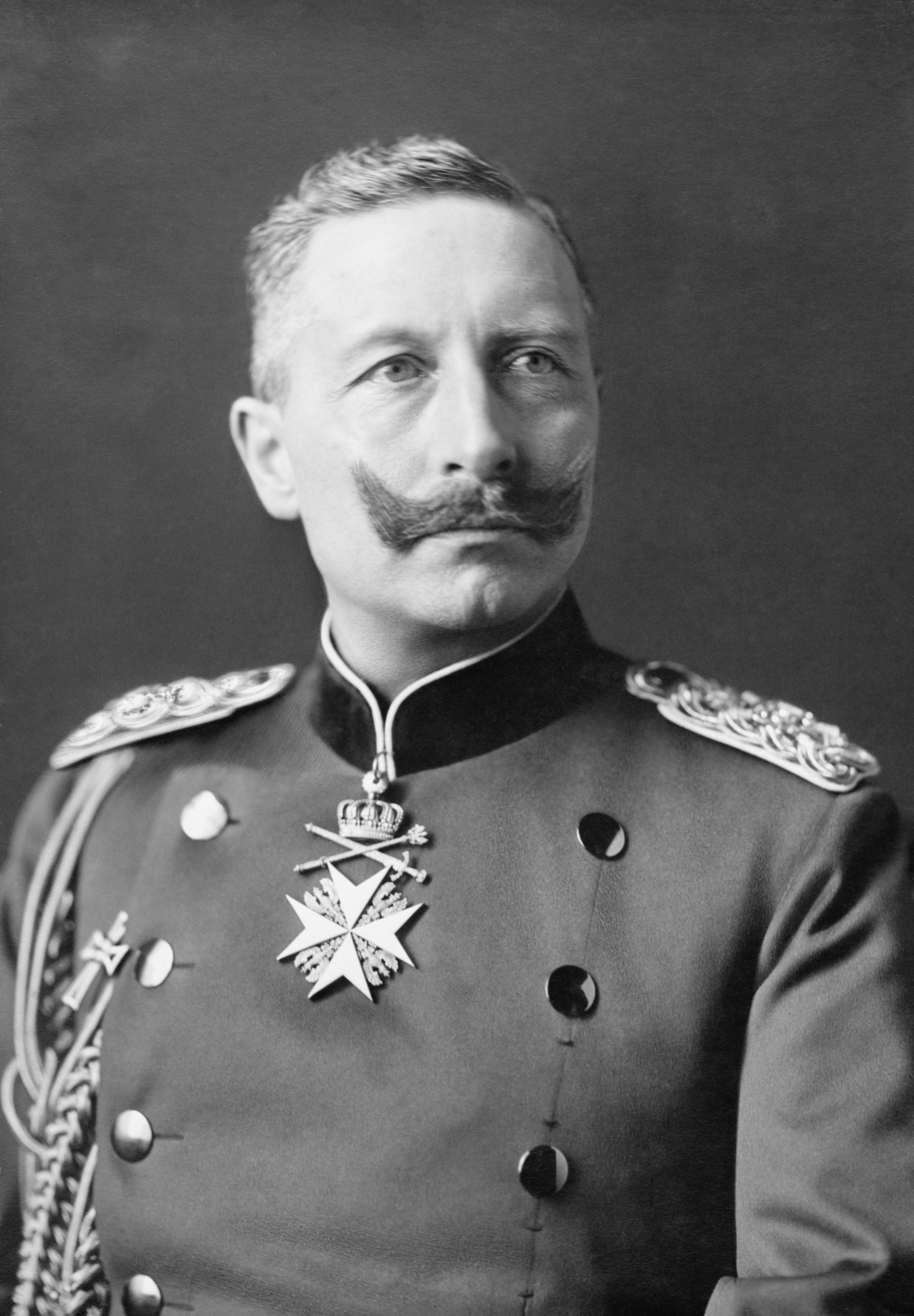
Le Kaiser Guillaume II (1902)

Introduite par le premier mouvement de la cinquième symphonie de Gustav Mahler, cette télésuite raconte l'histoire des monarchies autrichiennes, prussiennes et russes après la répression des Révolutions de 1848 jusqu'à leur chute à la fin de la Première Guerre mondiale en 1918.
La série Britannique met en exergue le personnage de l'empereur allemand Guillaume II (1859-1941), -  aîné des petit-fils de la reine Victoria du Royaume-Uni (1819-1901) (par conséquent Anglais par sa mère), proche cousin du tsar Nicolas II de Russie et cousin utérin de la tsarine née Alix de Hesse-Darmstadt, longtemps considéré comme le responsable du déclenchement de la Première Guerre mondiale - qui apparaît ou dont il est question dans 10 des 13 épisodes. Le Kaiser à l'âge adulte est interprété par Barry Foster (soit une évolution du personnage sur 30 ans).

## Distribution
- Michael Aldridge (en) : Grigori Raspoutine
- Miles Anderson : François-Joseph Ier, empereur d'Autriche, jeune
- Colin Baker : Guillaume, prince héritier d'Allemagne et de Prusse
- Neville Barber : Le comte Paar
- John Barcroft : Philip zu Eulenburg
- Michael Bates : Erich Ludendorff
- Hetty Baynes (en) : Grande-duchesse Tatiana Nikolaïevna de Russie
- John Beardmore : inspecteur de police
- Kenneth Benda (en) : professeur Widerhoffer
- John Bennett : Georges Clemenceau
- Isla Blair : grande-duchesse Élisabeth Fiodorovna de Russie
- Kevin Brennan : comte Bentinck
- Pamela Brown : Archiduchesse Sophie
- Robert Brown : grand-duc Serge de Russie
- Michael Bryant : Piotr Ratchkovski
- Hugh Burden (en) : Alexandre Protopopov
- Antony Carrick : Dr Wegner
- Eric Carte : Aide de camp du Kaiser Guillaume II
- Ann Castle : Grande-duchesse Elisabeth Fiodorovna de Russie, jeune
- Geoffrey Chater (en) : Prince Charles de Prusse
- Erik Chitty (en) : Chancelier Hertling
- Basil Clarke : Voeykov
- Prue Clarke : Grande-duchesse Maria Nicolaïevna
- Sandra Clark : Walburga von Hohenthal dite Wally
- Kenneth Colley : Le pope Gapone
- Anthony Collin : Manus
- David Collings : Pavel Milioukov
- Tom Conti : Glazkov
- Peter Copley (en) : Theobald von Bethmann Hollweg
- James Cossins (en) : Comte Hoyos
- Michael Cotterill : Valet de chambre
- Tom Criddle : Sir Edward Grey
- Alix Crista : Mounia
- Jon Croft : Sergent
- Rosalie Crutchley : Grande-duchesse Maria Pavlovna de Russie
- Alan Cullen : Conrad von Hötzendorf
- Desmond Cullum-Jones : Sergent de police
- Adam Cunliffe : Le Kaiser Guillaume II, jeune
- Noel Davis : Ambassadeur autrichien (Comte Szögyény)
- Maurice Denham : Le Kaiser Guillaume Ier
- Ed Devereaux : Le comte de Pourtalès
- Shirley Dixon : Mme Izvolsky
- Vernon Dobtcheff : Comte Stockau
- David Dodimead : Vladimir Kokovtsov
- Patrick Durkin : Bratfisch
- Paul Eddington : George Plekhanov
- Peter Dyneley : Bernhard von Bülow
- Mavis Edwards : Victoria Ire du Royaume-Uni, âgée
- Sandor Elès : Comte Andrássy
- Mike Elles : Édouard VII du Royaume-Uni (« Bertie »), jeune
- Denzil Ellis : Wahl
- Rio Fanning : Petitioneur
- Lynn Farleigh : Nadejda Kroupskaïa
- Leonard Fenton : Mirkov
- Piers Flint-Shipman : Tsarevitch Alexis de Russie
- Barry Foster : Le Kaiser Guillaume II
- Julian Fox : Tupuridze
- Derek Francis : Édouard VII, âgé
- Jan Francis : Mathilde Kschessinska
- Noel Fredericks : Aide de camp de l'empereur François-Joseph
- David Freeman : Lieber
- Donald Gee : Comte Majlath
- Michael Golden : Putilov
- Marius Goring : Paul von Hindenburg
- Michael Gough : Alexander Helphand
- Ronald Govey : Nikolay Chkheidze
- Charles Gray : Mikhail Rodzianko
- Rosamund Greenwood : Ida Ferenczy
- Rachel Gurney : Impératrice Elisabeth d'Autriche (1889/1898)
- Paul Haley : Medal Sergeant
- Irene Hamilton : Baronne Hélène Vetsera
- Roger Hammond : Prince Albert de Prusse
- Laurence Hardy : prince Maximilien de Bade
- Brian Hawksley : Sir Arthur Nicolson
- Eileen Helsby : une Mère
- Basil Henson : Helmuth von Moltke
- John Herrington : chef de gare
- Carleton Hobbs : Abbé Grunboek
- Alan Hockey : Médecin
- Michael Hordern : Narrateur (version originale anglaise)
- Ursula Howells : Tsarine Maria Fiodorovna
- Gayle Hunnicutt : tsarine Alexandra Feodorovna
- Frederick Jaeger : Friedrich von Holstein
- Emrys James : Comte Eduard Taaffe
- Tony Jay : Tsar Alexandre III
- Colin Jeavons : Imprimeur
- Peter Jolley : Aide de camp du Tsar Nicolas II
- Freddie Jones : Serge Witte
- Gemma Jones : impératrice Victoria (princesse « Vicky ») (de 1858 à 1890...)
- Griffith Jones : Paul von Hintze
- Svandis Jons : Alexandrovna (?)
- Curt Jürgens : Otto von Bismarck
- Charles Kay : tsar Nicolas II
- Robert Keegan : Fullon
- Diane Keen : impératrice Élisabeth (« Sissi »), jeune (1853-1858)
- Andrew Keir : Wickham Steed
- Tom Kempinski : soldat Bolchevik
- Barbara Keogh : Vara
- Michael Kitchen : Léon Trotski
- Esmond Knight : général Ruszky
- Denis Lill : Kaiser Frédéric III ("Fritz")
- Leon Lissek : Agent de Police Bayer
- Miriam Margolyes : Anna Vyrubova
- Roy McArthur : archiduc-héritier Charles
- David McKail : Morell Mackenzie
- T. P. McKenna : Franz Conrad von Hötzendorf
- Michael Mc Stay : comte Montenuovo
- James Mellor : Alexeï Kouropatkine
- George Merritt : Ketterl
- Kathleen Michael : Hildegarde
- Frank Middlemass : Piotr Stolypine
- Frank Mills : Alexander Trepov
- John Moffatt : comte d'Aehrenthal
- Martha Nairn : grande-duchesse Olga
- Laurence Naismith : empereur François-Joseph Ier, âgé
- David Neal : comte Baltazzi
- Jay Neill : Heller
- Perlita Neilson : reine Victoria (à 40 ans)
- Anthony Newlands : Philippe de Saxe-Cobourg-Kohary
- John Nightingale : Grand-duc Serge de Russie
- Jim Norton : Alexandre Kerensky
- Roger Nott : Secrétaire
- Robert O'Mahoney : Pyotr Krasikov
- Heather Page : archiduchesse Zita
- Eve Pearce : Impératrice Augusta-Victoria, âgée
- Melanie Peck : servante
- Ann Penfold : duchesse Hélène en Bavière, princesse heritiére de Tours-et-Taxis
- Arnold Peters : Clerc
- John Phillips : Grand-duc Nicolas Nicolaïevitch
- Valerie Phillips : Impératrice Augusta-Victoria ("Dona") (jeune)
- Clyde Pollitt : Kottwitz
- Olaf Pooley : Chef de la Police, baron Krauss
- Peter Pratt : Chanteur lyrique
- Bruce Purchase : Viatcheslav Plehve
- John Quarmby : Vladimir Lambsdorff
- John Rae : Prince Lvov
- Howard Rawlinson : Constantin Ier, roi des Hellènes
- John Rees : Officier Russe
- John Rhys-Davies : Grigori Zinoviev
- Ian Ricketts : Second Adjudant
- John Robinson : amiral Müller
- Anthony Roye : Dr Martin
- Roy Sampson : Danilov
- Peter Schofield : Friedrich Ebert
- Michael Sheard : Loschek
- Isabelle Stanton : Émigré socialiste
- Patrick Stewart : Vladimir Lénine
- Nigel Stock : Gėnéral Alexeyev
- Kevin Stoney : Père Jean
- John Stratton : Hesse
- John Surman : Secrétaire
- David Swift : Trepov
- Nora Swinburne : Katharina Schratt
- Robert Tayman : premier Adjudant
- Malcolm Terris : Mieczyslav Bronski
- Sharon Terry : Grande-duchesse Tatiana Nicolaïëvna
- Glynne Thomas : député
- Frank Thornton : Prince-consort Albert
- Jenny Till : Mounia
- Geoffrey Toone : Wilhelm Groener
- Susan Tracy : Archiduchesse-héritière Stephanie
- John Turner : Prince Mirsky
- Peter Vaughan : Alexandre Petrovitch Izvolski
- Pippa Vickers : Grande-duchesse Anastasia Nicolaïevna
- John Welsh : Archevêque
- Peter Weston : Baumann
- Peter Whitaker : Secretaire
- Edward Wilson : Julius Martov
- Mary Wimbush : Vera Zasulich
- Victor Winding : Yevno Azef
- Raymond Witch : Martinov
- Haydn Wood : Officier
- Peter Woodthorpe : archiduc-héritier François-Ferdinand
- Frank Wylie : Commissaire de police Gorup
- Ann Zelda : secrétaire de Helphand

## Épisodes
Avec la date de diffusion (Royaume-Uni)
1. Death Waltz - 15 mars 1974 (Autriche de 1853 à 1864)
2. The English Princess - 22 mars 1974 (Royaume-Uni et Prusse de 1858 à 1871)
3. The Honest Brocker - 29 mars 1974 (Allemagne de 1873 à 1888)
4. Requiem for a Crown Prince - 3 avril 1974 (Autriche-Hongrie, de 1889 à 1898)
5. The Last Tsar - 12 avril 1974 (Russie de 1881 à 1894)
6. Absolute Begginers - 1974 (Russie, 1903)
7. Dearest Nicky - 1974 (Russie, 1903-1905)
8. The Appointment - 1974 (Russie, 1905 à 1913)
9. Dress Rehearsal - 10 mai 1974 (Europe, 1908)
10. Indian Summer of an Emperor - 17 mai 1974 (Autriche-Hongrie, 1er juin /27 juillet 1914)
11. Tell the King the Sky Is Falling - 24 mai 1974 (Russie, 1914-1916)
12. The Secret War - 31 mai 1974 (Europe, 1917)
13. End Game - 3 juin 1974 (Allemagne, 1918)